# Rineloricaria
Rineloricaria és un gènere de peixos de la família dels loricàrids i de l'ordre dels siluriformes que es troba des de Costa Rica fins a l'Argentina, i a tots dos vessants dels Andes. A més, són coneguts arreu del món com a peixos d'aquari.

## Taxonomia
- Rineloricaria aequalicuspis (Reis & Cardoso, 2001)[3]
- Rineloricaria altipinnis (Breder, 1925)[4]
- Rineloricaria anhaguapitan (Ghazzi, 2008)[5]
- Rineloricaria anitae (Ghazzi, 2008)[5]
- Rineloricaria baliola (Rodriguez & Reis, 2008)[6]
- Rineloricaria beni (Pearson, 1924)[7]
- Rineloricaria cacerensis (Miranda Ribeiro, 1912)[8]
- Rineloricaria cadeae (Hensel, 1868)[9]
- Rineloricaria capitonia (Ghazzi, 2008)[5]
- Rineloricaria caracasensis (Bleeker, 1862)[10]
- Rineloricaria castroi (Isbrücker & Nijssen, 1984)[11]
- Rineloricaria catamarcensis (Berg, 1895)[12]
- Rineloricaria cubataonis (Steindachner, 1907)[13]
- Rineloricaria daraha (Rapp Py-Daniel & Fichberg, 2008)[14]
- Rineloricaria eigenmanni (Pellegrin, 1908)[15]
- Rineloricaria fallax (Steindachner, 1915)[16]
- Rineloricaria felipponei (Fowler, 1943)[17]
- Rineloricaria formosa (Isbrücker & Nijssen, 1979)[18]
- Rineloricaria hasemani (Isbrücker & Nijssen, 1979)[18]
- Rineloricaria henselii (Steindachner, 1907)[13]
- Rineloricaria heteroptera (Isbrücker & Nijssen, 1976)[19]
- Rineloricaria hoehnei (Miranda Ribeiro, 1912)[20]
- Rineloricaria isaaci (Rodríguez & Miqualarena, 2008)[21]
- Rineloricaria jaraguensis (Steindachner, 1909)[22]
- Rineloricaria jubata (Boulenger, 1902)[23]
- Rineloricaria konopickyi (Steindachner, 1879)[24]
- Rineloricaria kronei (Miranda Ribeiro, 1911)[25]
- Rineloricaria lanceolata (Günther, 1868)[26]
- Rineloricaria langei (Ingenito, Ghazzi, Duboc & Abilhoa, 2008)[27]
- Rineloricaria latirostris (Boulenger, 1900)[28]
- Rineloricaria lima (Kner, 1853)[29]
- Rineloricaria longicauda (Reis, 1983)[30]
- Rineloricaria maacki (Ingenito, Ghazzi, Duboc & Abilhoa, 2008)[27]
- Rineloricaria magdalenae (Steindachner, 1879)[31]
- Rineloricaria malabarbai (Rodriguez & Reis, 2008)[32]
- Rineloricaria maquinensis (Reis & Cardoso, 2001)[3]
- Rineloricaria melini (Schindler, 1959)[33]
- Rineloricaria microlepidogaster (Regan, 1904)[34]
- Rineloricaria microlepidota (Steindachner, 1907)[35]
- Rineloricaria misionera (Rodriguez & Miquelarena, 2005)[36]
- Rineloricaria morrowi (Fowler, 1940)[37]
- Rineloricaria nigricauda (Regan, 1904)[34]
- Rineloricaria osvaldoi (Fichberg & Chamon, 2008)[38]
- Rineloricaria pareiacantha (Fowler, 1943)[17]
- Rineloricaria parva (Boulenger, 1895)[39]
- Rineloricaria pentamaculata (Langeani & de Araujo, 1994)[40]
- Rineloricaria phoxocephala (Eigenmann & Eigenmann, 1889)[41]
- Rineloricaria platyura (Müller & Troschel, 1849)[42]
- Rineloricaria quadrensis (Reis, 1983)[30]
- Rineloricaria reisi (Ghazzi, 2008)[5]
- Rineloricaria rupestris (Schultz, 1944)[43]
- Rineloricaria sanga (Ghazzi, 2008)[5]
- Rineloricaria setepovos (Ghazzi, 2008)[5]
- Rineloricaria sneiderni (Fowler, 1944)[44]
- Rineloricaria steindachneri (Regan, 1904)[34]
- Rineloricaria stellata (Ghazzi, 2008)[5]
- Rineloricaria stewarti (Eigenmann, 1909)[45]
- Rineloricaria strigilata (Hensel, 1868)[9]
- Rineloricaria teffeana (Steindachner, 1879)[46]
- Rineloricaria thrissoceps (Fowler, 1943)[17]
- Rineloricaria tropeira (Ghazzi, 2008)[5]
- Rineloricaria uracantha (Kner, 1863)[47]
- Rineloricaria wolfei (Fowler, 1940)[37]
- Rineloricaria zaina (Ghazzi, 2008)[5][48][49][50][51][52][53]